# Pokal Sandija Papeža (2025)
Dirka za Pokal Sandija Papeža, ki je potekala 1. junija 2025, je bila ena izmed osrednjih mladinskih kolesarskih prireditev v Sloveniji. Tekmovanje, ki je potekalo v okolici Gabrja pri Novo mesto, je letos praznovalo že 30. obletnico organizacije. Dirka je štela kot državno prvenstvo za dečke in deklice v različnih starostnih kategorijah.

## Trasa in potek dirke
Tekmovalci so se podali na zahtevno traso, ki je potekala čez gorati svet Gorjanci, z vzponi in spusti, ki so zahtevali tako fizično pripravljenost kot tehnično spretnost. Trasa je merila približno 4,9 km na krog in se je večkrat ponovila glede na kategorijo tekmovalcev.
Cilj dirke je bil v naselju Gabrje, tik ob Novo mesto, kjer so organizatorji pripravili celovito podporo za tekmovalce in gledalce. Najmlajši tekmovalci so prevozili dva kroga (9,8 km), starejši pa do pet krogov, kar je skupaj predstavljalo do 24,5 km.

## Rezultati
Zmagovalci v posameznih kategorijah so bili:
Dečki C: Anže Mede (KK Adria Mobil)
Deklice B: Manja Žalig (KK Tropovci)
Deklice C: Julija Slapšak (KD Knežjega Mesta Celje)
Dečki B: Nik Pust (KK Adria Mobil)
Deklice A: Živa Bohak (Perutnina Ptuj)
Dečki A: Žak Nedeljković (Meblojogi - Pro Concrete)
Poleg zmagovalcev so se tekmovanja udeležili tudi mlajši mladinci in mladinke, ki so prav tako pokazali visoko raven pripravljenosti in tekmovalnosti.

## Organizacija in pomen dirke
Dirko je organiziralo Kolesarsko društvo Papež Podgorje, ki že vrsto let skrbi za kakovostno izvedbo tega pomembnega dogodka. Dirka je ključnega pomena za razvoj mladinskih kolesarskih talentov v Sloveniji in ponuja priložnost za preverjanje form in nabiranje dragocenih izkušenj.
Poleg športnega pomena dirka predstavlja tudi promocijo območja Gabrje in širše Posavske regije, ki je znana po svoji naravni lepoti in primerna za kolesarski šport.